# Nagy Zsolt (labdarúgó, 1968)
Nagy Zsolt, (Dorog, 1968. június 4. –) labdarúgó, csatár.

## Pályafutása

### Klubcsapatban
1987 és 1996 között a Ferencvárosban 230 mérkőzésen szerepelt (132 bajnoki, 65 nemzetközi, 33 hazai díjmérkőzés) és 22 gólt szerzett (13 bajnoki, 9 egyéb). A Fradival három bajnoki címet, négy magyar kupa és három szuperkupa győzelmet szerzett.

## Sikerei, díjai
- Magyar bajnokság
  - bajnok: 1991–92, 1994–95, 1995–96
  - 2.: 1988–89, 1990–91
  - 3.: 1989–90, 1992–93, 1996–97
- Magyar kupa
  - győztes: 1991, 1993, 1994, 1995
- Magyar szuperkupa
  - győztes: 1993, 1994, 1995
- az FTC örökös bajnoka